# Zimowe Mistrzostwa Polski Seniorów w Lekkoatletyce 1947
9. Zimowe mistrzostwa Polski Seniorów w Lekkoatletyce – zawody sportowe, które rozegrano 8 i 9 lutego 1947 w hali Wojewódzkiego Urzędu WF i PW w Olsztynie.

## Rezultaty

### Mężczyźni
| Konkurencja:              | 1. miejsce                                                        | Rezultat | 2. miejsce                                                                                  | Rezultat | 3. miejsce                                                                        | Rezultat |
| Bieg na 60 m              | Bogdan Lipski MKS Siedlce                                         | 7,1      | Gerard Mach Gedania Gdańsk                                                                  | 7,2      | Stanisław Oźminkowski Orzeł Włocławek                                             | 7,3      |
| Bieg na 800 m             | Stefan Widerski Wisła Kraków                                      | 2:10,9   | Tadeusz Świniarski Warta Poznań                                                             | 2:11,8   | Jan Staniszewski Syrena Warszawa                                                  | 2:12,1   |
| Bieg na 3000 m            | Stanisław Boniecki Gedania Gdańsk                                 | 9:37,5   | Napoleon Dzwonkowski Zryw Włocławek                                                         | 9:40,0   | Jan Kielas Gedania Gdańsk                                                         | 9:54,3   |
| Bieg na 60 m przez płotki | Edward Adamczyk Odra Wrocław                                      | 9,4      | Wacław Kuźmicki DKS Łódź                                                                    | 10,1     | Jerzy Kuczyński Łódzki Klub Sportowy                                              | 10,5     |
| Sztafeta 4 × 50 m         | Gedania Gdańsk Gerard Mach Paweł Wendt Edward Olszewski E. Szwabe | 27,1     | Orzeł Włocławek Tadeusz Dyżewski Wiesław Augsburg Tadeusz Kwiatkowski Stanisław Oźminkowski | 27,8     | Lechia Olsztyn Ryszard Woliński Henryk Rosochacki Jan Rutkowski Stanisław Klemens | 27,9     |
| Sztafeta 3 × 800 m        | Syrena Warszawa Jerzy Mirowski Roman Czajkowski Jan Staniszewski  | 6:04,0   | Gedania Gdańsk Gerard Mach Jan Kielas Edward Olszewski                                      | 6:16,2   | Legia Warszawa Szewczyk Tadeusz Starybrat Stefan Ostolski                         |          |
| Skok wzwyż                | Jerzy Zwoliński Syrena Warszawa                                   | 1,70     | Kazimierz Rytych Łódzki Klub Sportowy                                                       | 1,70     | Jan Dąbrowski KMSS Gdańsk                                                         | 1,70     |
| Skok o tyczce             | Ryszard Groman Jagiellonia Białystok                              | 3,40     | Stanisław Borodziuk Jagiellonia Białystok                                                   | 3,30     | Walerian Mucha Saturn Czeladź                                                     | 3,20     |
| Skok w dal                | Edward Adamczyk Odra Wrocław                                      | 6,61     | Tadeusz Pawłowski DKS Łódź                                                                  | 6,18     | Wacław Kuźmicki DKS Łódź                                                          | 6,19     |
| Trójskok                  | Wacław Kuźmicki DKS Łódź                                          | 12,60    | Tadeusz Pawłowski DKS Łódź                                                                  | 12,23    | Jerzy Kuczyński Łódzki Klub Sportowy                                              | 11,65    |
| Pchnięcie kulą            | Tadeusz Prywer Łódzki Klub Sportowy                               | 13,46    | Sławomir Zieleniewski Lechia Gdańsk                                                         | 12,63    | Hieronim Owczarek Łódzki Klub Sportowy                                            | 12,03    |

### Kobiety
| Konkurencja:              | 1. miejsce                                                                                | Rezultat | 2. miejsce                                                                | Rezultat | 3. miejsce                                                                        | Rezultat |
| Bieg na 60 m              | Irena Hejducka Pogoń Katowice                                                             | 8,1      | Aniela Mitan Legia Kraków                                                 | 8,2      | Helena Gburek GKS Grudziądz                                                       | 8,3      |
| Bieg na 500 m             | Maria Mieszkowska Syrena Warszawa                                                         | 1:35,9   | Maria Brocek Gedania Gdańsk                                               | 1:37,0   | Zofia Kłos Legia Warszawa                                                         | 1:37,8   |
| Bieg na 50 m przez płotki | Aniela Mitan Legia Kraków                                                                 | 8,5      | Małgorzata Felska GKS Grudziądz                                           | 9,0      | Janina Peska Łódzki Klub Sportowy                                                 | 9,3      |
| Sztafeta 4 × 50 m         | GKS Grudziądz Anna Jadwiga Gawrońska Helena Gburek Zofia Staruszkiewicz Małgorzata Felska | 31,8     | Legia Kraków Zdzisława Pieczara Helena Stachowicz Kasprzycka Aniela Mitan | 32,1     | Gedania Gdańsk Maria Brocek Helena Wiśniewska Stefania Jabłońska Leokadia Penners | 33,9     |
| Skok wzwyż                | Aniela Mitan Legia Kraków                                                                 | 1,38     | Małgorzata Felska GKS Grudziądz                                           | 1,35     | Kotwica Legia Warszawa                                                            | 1,35     |
| Skok w dal                | Helena Gburek GKS Grudziądz                                                               | 4,74     | Hanna Nogaj HKS Bydgoszcz                                                 | 4,62     | Aniela Mitan Legia Kraków                                                         | 4,49     |
| Pchnięcie kulą            | Irena Dobrzańska Syrena Warszawa                                                          | 9,44     | Janina Peska Łódzki Klub Sportowy                                         | 9,13     | Zofia Staruszkiewicz GKS Grudziądz                                                | 8,56     |